# De Higenroth methode
De Higenroth methode (Engels: Future Glitter) is een sciencefictionroman uit 1973 van de Canadese schrijver A.E. van Vogt.

## Verhaal
In de toekomst gaat de wereld gebukt onder een dictatuur die geleid wordt door geleerden, die zelf streng gecontroleerd worden op hun werk en hun persoonlijk leven. Een van deze geleerdengroepen, de Hills, geleid door Higenroth komt in opstand maar zij worden op hun beurt aanzien als handlangers van de dictatuur. Met behulp van een revolutionair communicatiesysteem probeert Higenroth de groep tot een hechte samenwerkende groep om te vormen zodat ze krachtig oppositie kunnen leveren. Hij moet echter snel zijn want hij staat genomineerd om onthoofd te worden de volgende dag.